# 吉田浩 (官僚)

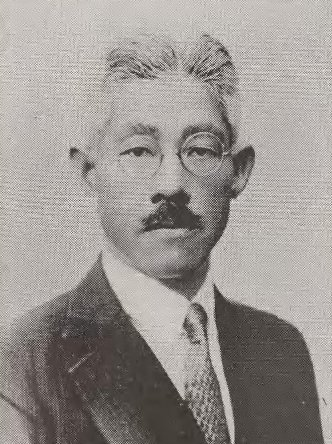
吉田浩

吉田 浩（よしだ こう、1885年（明治18年）1月18日 - 1963年（昭和38年）4月7日）は、日本の鉄道官僚。朝鮮総督府官僚。

## 経歴
福島県出身。1909年（明治42年）、東京帝国大学法科大学政治科を卒業し、高等文官試験に合格。鉄道院書記、同副参事、同参事、鉄道局参事、鉄道書記官・運輸局貨物課長、門司鉄道局長、東京鉄道局長を歴任した。その後、朝鮮総督府鉄道局長を務めた。
1938年（昭和13年）に退官し、華北交通株式会社監事、北支那開発株式会社理事を経て、1942年（昭和17年）より鉄道軌道統制会理事長を務めた。戦後は、日本交通協会長、鉄道弘済会顧問を務めた。